# Allan Janik
Allan Janik, född i Massachusetts 1941, är en österrikisk/amerikansk filosof. Han är professor i filosofi och (2025) verksam vid forskningsinstitutet Brenner-Archiv vid Innsbrucks universitet. Janik är en ledande auktoritet vad gäller Ludwig Wittgensteins arbete och har bland annat publicerat boken Wittgensteins Wien (2014) tillsammans med Stephen Toulmin. Han har också varit verksam som chefsdramaturg vid Kellertheater i Insbruck.
Från 1985 och till åtminstone 1991 var Janik gästprofessor inom forskningstemat Yrkeskunnade och teknologi vid Arbetslivscentrum på KTH i Stockholm. Han deltog också i de Dialogseminarier som under samma tid hölls vid Kungliga Dramatiska Teatern i Stockholm och medverkade i tidskriften Dialoger. I essäsamlingen Cordelias tystnad (1991) diskuterar han bland annat förhållandet mellan konst och vetenskap och fenomenet tyst kunskap.
2006 erhöll Janik Österrikiska republikens förtjänstorden i guld.